# NSUN4
NSUN4 (англ. NOP2/Sun RNA methyltransferase family member 4) – білок, який кодується однойменним геном, розташованим у людей на 1-й хромосомі. Довжина поліпептидного ланцюга білка становить 384 амінокислот, а молекулярна маса — 43 089.
| 10         |  | 20         |  | 30         |  | 40         |  | 50         |
| ---------- |  | ---------- |  | ---------- |  | ---------- |  | ---------- |
| MAALTLRGVR |  | ELLKRVDLAT |  | VPRRHRYKKK |  | WAATEPKFPA |  | VRLALQNFDM |
| TYSVQFGDLW |  | PSIRVSLLSE |  | QKYGALVNNF |  | AAWDHVSAKL |  | EQLSAKDFVN |
| EAISHWELQS |  | EGGQSAAPSP |  | ASWACSPNLR |  | CFTFDRGDIS |  | RFPPARPGSL |
| GVMEYYLMDA |  | ASLLPVLALG |  | LQPGDIVLDL |  | CAAPGGKTLA |  | LLQTGCCRNL |
| AANDLSPSRI |  | ARLQKILHSY |  | VPEEIRDGNQ |  | VRVTSWDGRK |  | WGELEGDTYD |
| RVLVDVPCTT |  | DRHSLHEEEN |  | NIFKRSRKKE |  | RQILPVLQVQ |  | LLAAGLLATK |
| PGGHVVYSTC |  | SLSHLQNEYV |  | VQGAIELLAN |  | QYSIQVQVED |  | LTHFRRVFMD |
| TFCFFSSCQV |  | GELVIPNLMA |  | NFGPMYFCKM |  | RRLT       |  |            |

A: Аланін

C: Цистеїн

D: Аспарагінова кислота

E: Глутамінова кислота

F: Фенілаланін

G: Гліцин

H: Гістидин

I: Ізолейцин

K: Лізин

L: Лейцин

M: Метіонін

N: Аспарагін

P: Пролін

Q: Глутамін

R: Аргінін

S: Серин

T: Треонін

V: Валін

W: Триптофан

Кодований геном білок за функціями належить до трансфераз, метилтрансфераз, фосфопротеїнів. 
Задіяний у таких біологічних процесах, як процесинг рРНК, біогенез рибосом, альтернативний сплайсинг. 
Білок має сайт для зв'язування з РНК, рРНК, S-аденозил-L-метіоніном. 
Локалізований у мітохондрії.